# Campeonato Paulista de Futebol de 1985
O Campeonato Paulista de Futebol de 1985 foi a 45.ª edição do campeonato organizado pela Federação Paulista de Futebol. Teve o São Paulo como campeão e a Portuguesa de Desportos como vice. O artilheiro da competição foi Careca, atacante do São Paulo, com 23 gols. O técnico da equipe era Cilinho.

## Regulamento
Uma primeira fase em que os vinte clubes jogavam todos contra todos, em turno e returno. Cada turno teve contagem de pontos independente, e os campeões de cada um deles classificaram-se para as semifinais. Os dois times com mais pontos obtidos na soma dos turnos (excetuando-se os campeões dos turnos, já classificados), também se classificaram para essa fase.
O primeiro colocado na soma total de pontos enfrentou o de quarta melhor pontuação, e o segundo maior pontuador enfrentou o terceiro em dois jogos, de ida e volta. Em caso de igualdade após os jogos, haveria prorrogação. A mesma regra valeu para a final.
Os dois últimos colocados na soma de pontos dos dois turnos foram rebaixados.